# 邵荣棠
邵荣棠（1932年—），辽宁锦西人，中国人民解放军将领、中国人民解放军中将。
1993年，接替毕皓，担任成都军区空军政治委员。1995年，由林万海接任。1993年，授中国人民解放军中将军衔。